# Трьохсвятительська церква (Лемеші)
Трьохсвятительська церква — кам'яна церква, яка розташована у с. Лемеші, Козелецького району, Чернігівської області. Вона є найпершим і найвидатнішим представником храму тетраконхового типу в Україні.

## Назва
Назва храму відсилає нас до Свята Трьох Святителів.

## Архітектура
Храм створений в стилі бароко, стіни складені із цегли. У плані церква являє собою тетраконх, який увінчаний куполом на напівциркульному барабані. Головна тема фасадів — конха зі спокійним ритмом пілястр тосканського ордера. Пілястри ділять стіни, які увінчані карнизами з тригліфами на фризах. Стіни основного масиву споруди з розкрепованими кутами, акцентованими пілястрами, увінчані фронтонами, розірваними в куту карниза і вписаними в атиковий пояс. Прямокутні отвори апсид оформлені простими широкими наличниками із замковими каменями.
На основному масиві будівлі розташовані вісім невеликих овальних вікон, по одному в розриві фронтонів. Багатством декоративної обробки відрізняється барабан, створений у тому ж архітектурно-художньому ключі, що і сама будівля. ЇЇ циліндрична будова прокреслена спареними пілястрами. Поставлені на загальний цокольний пояс, вони підтримують атиковий пояс верхівки з трикутними фронтонами. Підфризовий поясок барабана обрамляє півциркульні вікна.
Архітектурні деталі фасадів свідчать про поступовий відхід від барокових і наближення до класичних форм, що відбувалися в Україні у ІІ-й половині XVIII ст. У стилістичному відношенні вона знаменує перехід від бароко до класицизму.

## Історія
Церква була збудована на замовлення і коштом графа Олексія Розумовського над могилою його батька Григорія Розума. Автор храму, зведеного у 1755 році над могилою Григорія Розума, достеменно невідомий. Є три варіанти: або це Андрій Квасов, або Семен Карін, або Іван Григорович-Барський. На початку церква задумувалася як ротонда, стовп і башта.
Будівництво розпочалося у 1755 р., храм освячено у 1760 р. Цього ж року був встановлений чотириярусний іконостас у стилі рококо. У ньому були ікони, виконані художником А. Воскобойниковим.
Хоч, за церковними документами, замовником храму був Олексій Розумовський, за будівництвом, швидше за все, наглядала його мати Наталія Дем'янівна.
Церква була названа в ім'я трьох святителів — Григорія Богослова, Василія Великого та Івана Золотоустого — Григорій Богослов був патроном Григорія Розума.
У 1865 р., за проектом архітектора А. Куцевича було прибудовано західний притвор із дзвіницею, при цьому розібрано західну конху. У 1913—1914 рр. на запрошення нащадка графа Каміля Розумовського та замовлення Російського археологічного товариства над реставрацією іконостасу та в інтер'єрі працювали видатні українські митці Михайло Бойчук, його дружина Софія Налепинська-Бойчук та Тимофій Бойчук. Реставрація не завершилася через початок Першої світової війни.
Церковний іконостас і розписи Михайла Бойчука були знищили у радянські часи
До 1980 року храм виконував функції складу міндобрив, а реставрувати його почали тільки тому, що він стояв недалечко від траси Київ-Чернігів, якою у 1980-му мали нести Олімпійський вогонь.

## Інтер'єр
У східній апсиді збереглися фрагменти олійного розпису XVIII-XIX ст. Церква не має своїх старих ікон. У храмі знаходиться ікона Трьох Святителів, подарована нащадками Розумовських, які приїжджали на свою історичну батьківщину.